# Лопастники
Лопастники (лат. Dascillidae) — семейство насекомых отряда жесткокрылых.

## Описание
Жуки средних размеров, от 8 до 18 мм в длину.

## Экология и местообитания
Личинки этих жуков живут во влажных местах под камнями.

## Палеонтология
Описано 17 ископаемых видов лопастников в составе 7 родов, древнейшие достоверные находки семейства относятся к меловому периоду.

## Распространение
В России обитает лишь один вид Dascillus cervinus.
В Северной Америке обитают пять представителей этого семейства. Распространение ограничивается с севера до Аризоны и Калифорнии.

## Классификация
Некоторые роды:
- Anorus LeConte, 1859
- Dascillus Latreille, 1796
- Karumia Escalera, 1913
- Notodascillus Carter, 1935